# Campo de fútbol de La Torre de la Marquesa
La Torre de La Marquesa fue el primer Estadio de fútbol que tuvo el Real Murcia. El primer encuentro se realizaría el 27 de enero de 1918. No fue el Real Murcia el que disputó ese encuentro ya que aún no había sido fundado. El equipo local de entonces, Murcia Football Club, lo jugó contra el Hispania Athletic Club.
Antes de la inauguración de La Condomina, el club más representativo de Murcia disputaba sus encuentros en Torre de La Marquesa, donde viviría muchos de sus momentos más gloriosos. Por este Estadio desfilarían equipos de la entidad del Atlético de Madrid, Real Betis o Espanyol de Barcelona. Incluso pasaron equipos como el Núremberg o el Meteor.

## Antecedentes
Fue la Plaza de Toros donde se jugaron los primeros partidos de clubes en la ciudad de Murcia. Posteriormente, se dejaría la Plaza de Toros para ocupar un terreno situado junto al Campo de Tiro de Espinardo. Este terreno ofrecía múltiples problemas.  
Es por estas razones, unidas a la popularidad que comenzaba a conseguir este deporte en Murcia, por las que se hacía necesario construir un buen terreno de juego. 
El terreno que ocuparía el nuevo Estadio sería propiedad de Diego Chico de Guzmán, Conde de la Real Piedad. Este terreno se encontraba ubicado junto a un Edificio llamado Torre de La Marquesa.

## Trayectoria
En 1924, más concretamente el 7 de diciembre. El Real Murcia jugaría su último partido en este Estadio trasladándose después al Estadio de La Condomina. Este terreno más tarde serviría como Prisión y como Estación de Ferrocarril.